# Música da África
A música tradicional da África, dada a vastidão do continente, é historicamente antiga, rica e diversificada, com diferentes regiões e nações da África tendo muitas tradições musicais distintas. A música na África é muito importante quando se trata de religião. Música e canções são usadas em rituais e cerimônias religiosas, para passar histórias de geração em geração, bem como para cantar e dançar.
A música tradicional na maior parte do continente é transmitida oralmente (ou auditivamente) e não está escrita. Nas tradições musicais da África Subsaariana, muitas vezes se baseia em instrumentos de percussão de todas as variedades, incluindo xilofones, djembes, tambores e instrumentos produtores de sons, como o mbira ou "piano de polegar".
A música e a dança da diáspora africana, formada em graus variados nas tradições musicais africanas, incluem a música dos Estados Unidos e muitos gêneros afro-caribenhos, como soca, calipso e zouk. Os gêneros musicais latino-americanos, como a rumba, a conga, a bomba, a cumbia, a salsa e o samba foram fundados sobre a música de africanos escravizados e, por sua vez, influenciaram a música popular africana.

## Características gerais
Como a música da Ásia, da Índia e do Oriente Médio - com efeito, estudiosos percebem fortes influências do Islã e do Sudeste Asiático na música africana -, é uma música altamente rítmica. A música africana consiste em padrões rítmicos complexos, geralmente envolvendo um ritmo tocado contra o outro para criar polirritmia. A polirritmia mais comum toca três batidas em cima de duas, como uma trinca tocada contra notas retas. Além da natureza rítmica da música, a música africana difere da música ocidental, na medida em que as várias partes da música não combinam necessariamente de forma harmoniosa.
Os músicos africanos, ao contrário dos músicos ocidentais, não procuram combinar sons diferentes de um modo que agrade aos ouvidos. Em vez disso, seu objetivo é expressar a vida, em todos os seus aspectos, por meio do som. Cada instrumento ou parte pode representar um aspecto particular da vida ou um caráter diferente; a linha de passagem de cada instrumento / peça é mais importante do que como os diferentes instrumentos e partes se encaixam.
Compreender a música africana torna-se ainda mais difícil quando se considera que não existe uma tradição escrita; há pouca ou nenhuma música para estudar ou analisar. Isso torna quase impossível anotar a música - especialmente as melodias e harmonias - usando a equipe ocidental. Existem diferenças sutis no tom e na entonação que não se traduzem facilmente para a notação ocidental.
Dito isto, a música africana é a que mais se aproxima das escalas tetratônicas (três notas), pentatônicas (cinco notas), hexatônicas (seis notas) e heptatônicas (sete notas). A harmonização da melodia é realizada cantando em terços, quartos ou quintas paralelos. Outra forma distintiva da música africana é a sua natureza chamada-e-resposta: uma voz ou instrumental toca uma pequena frase melódica, e essa frase é ecoada por outra voz ou instrumento. A natureza de chamada-e-resposta se estende ao ritmo, onde um tambor vai tocar um padrão rítmico, ecoado por outro tambor tocando o mesmo padrão. A música africana também é altamente improvisada. O padrão rítmico central é tipicamente tocado, com os bateristas improvisando novos padrões sobre os padrões originais estáticos.
XaviAlan P. Merriamer Vatin estudou nações de candomblé no estado brasileiro da Bahia (descendentes de distintas nações e grupos étnicos africanos) quanto ao seu patrimônio musical específico. Reuniu dados históricos, etnográficos, linguísticos e confrontando-os no respeito da pertinência relativa a sua origem,  interpenetrações de civilizações e revelou a existência de constantes e divergências, bem como de um número considerável de empréstimos e influências recíprocas tanto no plano etnográfico como estritamente musical. Sinteticamente falando encontrou  20 toques: 8 são originários da nação Queto; 7  originários da nação Jêje; 4 da nação Angola e um total de 15 empréstimos recíprocos. Analise similar tem sido feita nos grandes grupos etno-linguísticos  africanos bem como da música popular da África correlacionando estas com a denominada música negra ao redor do mundo.

### Instrumentos
Afora os instrumentos de percussão, que são os mais importantes da música africana, instrumentos de cordas também se mostram bastante variados no continente, sendo o arco um exemplo antigo. Harpas também aparecem em abundância e em grande variedade de tipos.
Instrumentos de sopro também desempenham papel importante. Nas regiões em volta do Lago Vitória, por exemplo, acredita-se que flautas tenham poderes mágicos e elas são incorporadas em importantes ritos dos povos locais. Trompetas feitas com partes de animais também são comuns.
No que diz respeito ao uso da voz, a polifonia é comum nos cantos africanos.
Instrumentos africanos podem ter fins bastante específicos; por exemplo, há instrumentos que só podem ser tocados em determinados rituais, outros que só podem ser tocados na presença de certas figuras e alguns que não podem sequer ser vistos por mulheres ou não-iniciados.

## Música por região

### Norte da África e o Chifre da África

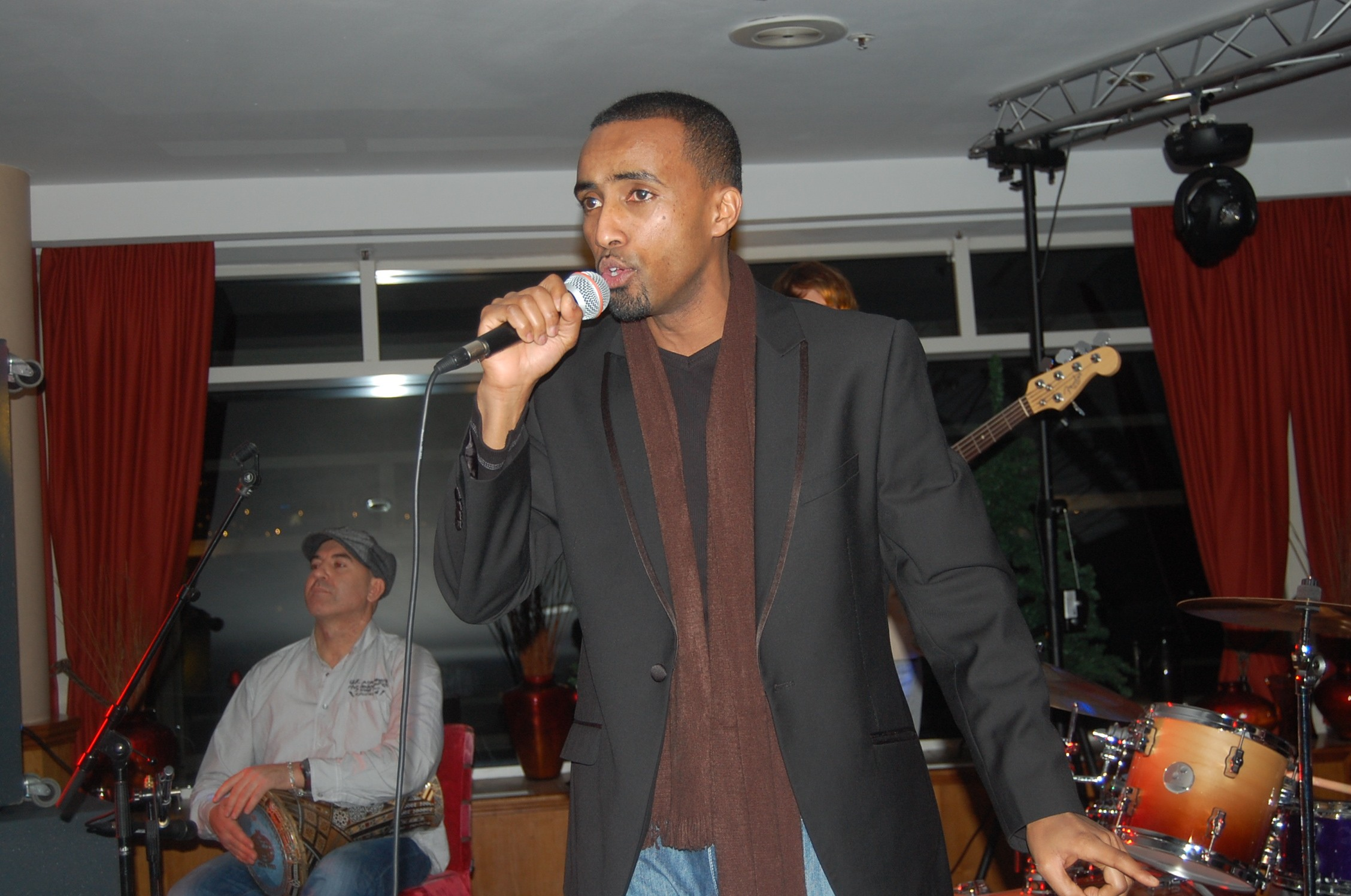
Aar Maanta tocando com sua banda no Pier Scheveningen Strandweg em The Hague, Holanda

O Norte da África é a sede do Antigo Egito e Cartago, civilizações com fortes laços com o Antigo Oriente Próximo e que influenciaram as antigas culturas gregas e romanas. Eventualmente, o Egito caiu sob o domínio persa seguido pelo domínio grego e romano, enquanto Cartago foi mais tarde governado por romanos e vândalos. O Norte da África foi mais tarde conquistado pelos árabes, que estabeleceram a região como o Magrebe do mundo árabe.
Como os gêneros musicais do Vale do Nilo e do Chifre da África, sua música tem laços estreitos com a música do Oriente Médio e utiliza modos modos similares (maqamat). A música do norte da África tem um alcance considerável, desde a música do Egito antigo até a música berbere e tuaregue dos nômades do deserto. A música artística da região durante séculos seguiu o contorno da música clássica árabe e andaluza: os seus gêneros contemporâneos populares incluem o Raï argelino.
Com estes podem ser agrupados a música do Sudão e do Chifre da África, incluindo a música da Eritreia, Etiópia, Djibuti e Somália. A música somali é tipicamente pentatônica, usando cinco alturas por oitava, em contraste com uma escala heptatônica (sete notas), como a escala maior. A música das terras altas da Etiópia usa um sistema modal fundamental chamado qenet, do qual existem quatro modos principais: tezeta, bati, ambassel e anchihoy. Três modos adicionais são variações do acima: tezeta minor, bati major e bati minor. Algumas canções tomam o nome de seu qenet, como tizita, uma canção de reminiscências.

### Oeste, Central, Sudeste e África do Sul
O pioneiro etnomusicólogo Arthur Morris Jones (1889-1980) observou que os princípios rítmicos compartilhados das tradições musicais da África Subsaariana constituem um sistema principal.  Da mesma forma, o mestre baterista e erudito C. K. Ladzekpo afirma a "profunda homogeneidade" dos princípios rítmicos da África Subsaariana.
A Música tradicional africana é freqüentemente funcional na natureza. As apresentações podem ser longas e geralmente envolvem a participação do público. Existem, por exemplo, pequenos tipos diferentes de canções de trabalho, canções que acompanham o parto, casamento, caça e atividades políticas, música para afastar os maus espíritos e prestar respeitos aos bons espíritos, aos mortos e aos ancestrais. Nada disso é realizado fora do contexto socialista pretendido e muito dele está associado a uma dança em particular. Algumas delas, executadas por músicos profissionais, são música sacra ou cerimonial e música de corte realizada nas cortes reais.
Musicologicamente, a África Subsaariana pode ser dividida em quatro regiões:
- A região oriental: inclui a música de Uganda, música do Quênia, Quênia, Ruanda,  Burundi, Tanzânia, Malawi, Moçambique e Zimbábue bem como as ilhas de Madagascar, Seicheles, Maurícia e Comores. Muitos deles foram influenciados pela música árabe e também pela música da Índia, pela música da Indonésia, pela Indonésia e pela música da Polinésia. Polinésia. As tradições estão principalmente na corrente principal da língua subsaariana povos de língua niger-congoleses.
- A região sul: inclui a música da África do Sul, Lesoto, Essuatíni, Botswana, Namíbia e Angola.
- A região central: inclui a música do Chade, da República Centro-Africana, da República Democrática do Congo e da Zâmbia, incluindo a música pigmeu.
- A música da África Ocidental: inclui a música do Senegal e da Gâmbia, da Guiné e Guiné-Bissau, Serra Leoa e Libéria, das planícies do interior do Mali, Níger e Burkina Faso, as nações costeiras da Costa do Marfim, Gana, Togo, Benin, Nigéria, Camarões, Gabão e República do Congo, bem como ilhas como São Tomé e Príncipe.

A África Austral, Central e Ocidental são similarmente na tradição musical subsaariana. Eles também têm várias influências auxiliares, das regiões muçulmanas da África e, nos tempos modernos, das Américas e da Europa Ocidental.

## Afropop
A música popular africana, como a música tradicional africana, é vasta e variada. A maioria dos gêneros contemporâneos de música popular africana se baseia na polinização cruzada com a música popular ocidental. Muitos gêneros de música popular como o blues, jazz, salsa, zouk e rumba derivam em graus variados de tradições musicais da África, levadas para as Américas por africanos escravizados. Esses ritmos e sons foram posteriormente adaptados por gêneros mais recentes, como rock e rhythm and blues. Da mesma forma, a música popular africana adotou elementos, particularmente os instrumentos musicais e as técnicas de estúdio de gravação da música ocidental. O termo afropop (também denominado afro-pop ou afro pop) é usado às vezes para se referir à música pop africana contemporânea. O termo não se refere a um estilo ou som específico, mas é usado como um termo geral para a música popular africana.

### Nomes notórios
- Mohombi
- Fally Ipupa

## Gêneros
Gêneros de música popular africana:
| - African House - Afrobeat - Apalá - Benga - Bikutsi - Coladeira - Cape Jazz - Fuji - Funaná - Highlife - Isicathamiya | - Jit - Juju - Kwaito - Kuduro - Kizomba - Kwela - Makossa - Marrabenta - Mbalax - Mbaqanga - Mbube | - Morna - Palm-wine - Raï - Museve - Sacara - Sega - Semba - Soukous aka Congo, Lingala ou Rumba africana - Taarab - Yorubeat - Bloodhound |

## Ver também

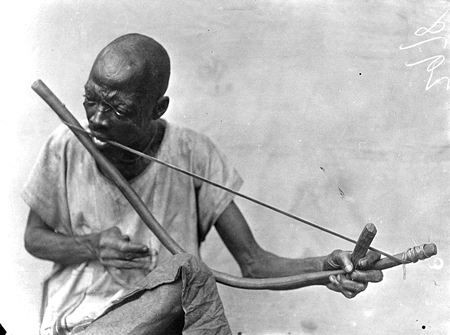
Ibo tocando um arco musical.